# Archélaos de Milet
Pour les articles homonymes, voir Archélaos.
Archélaos de Milet est un philosophe grec présocratique du Ve siècle av. J.-C. Disciple d’Anaxagore et l’un des maîtres de Socrate, il vint se fixer à Athènes pour y enseigner la philosophie des Ioniens : on le surnomma le « Physicien » parce qu’il s’occupait surtout de la nature (physis en grec).

## Philosophie
En physique, il soupçonna la sphéricité de la terre ; en morale, il niait la différence essentielle du bien et du mal, et disait que rien n’est juste ou injuste que par l’effet de la coutume, au témoignage de Diogène d'Apollonie. Le philosophe grec Théophraste a écrit un ouvrage intitulé Des Théories d’Archélaos, dans lequel il dit Archélaos natif d’Athènes. Une doxographie d'Archélaos existe aussi chez Aétius.